# North Queensland Cowboys
North Queensland Cowboys är ett professionellt australiskt rugby league-fotbollslag som är baserat i Townsville i Queensland. Laget grundades 1992 och spelar i australiska rugby league-serien National Rugby League.
Cowboys debuterade i ligan 1995 (då benämnt Australian Rugby League) och vann sin första titel 2015 efter att ha vunnit NRL-finalen mot Brisbane Broncos.